# Shigeharu Murata
Shigeharu Murata (jap. 村田 重治 Murata Shigeharu; ur. 9 kwietnia 1909, zm. 26 października 1942) – japoński pilot marynarki z okresu międzywojennego i II wojny światowej, twórca japońskiego lotnictwa torpedowego, w swoich czasach powszechnie uznawany za jeden z czołowych autorytetów w tej mierze.
Shigeharu Murata był twórcą procedur i taktyki lotnictwa torpedowego w Japonii. 7 grudnia 1941 roku poprowadził atak samolotów torpedowych na pancerniki w Pearl Harbor, został następnie ranny na pokładzie „Akagi” podczas bitwy pod Midway. W następnych miesiącach pełnił funkcję dowódcy lotnictwa torpedowego Kido Butai adm. Chūichiego Nagumo. Prowadząc pierwsze uderzenie na Task Force 17 w trakcie bitwy pod Santa Cruz, zginął 26 października 1942 roku w ataku na amerykański lotniskowiec USS „Hornet” (CV-8).